# Ingleside (Teksas)
Ingleside je grad u američkoj saveznoj državi Teksas. Prema popisu stanovništva iz 2010. u njemu je živjelo 9.387 stanovnika.